# Кольца Гельмгольца

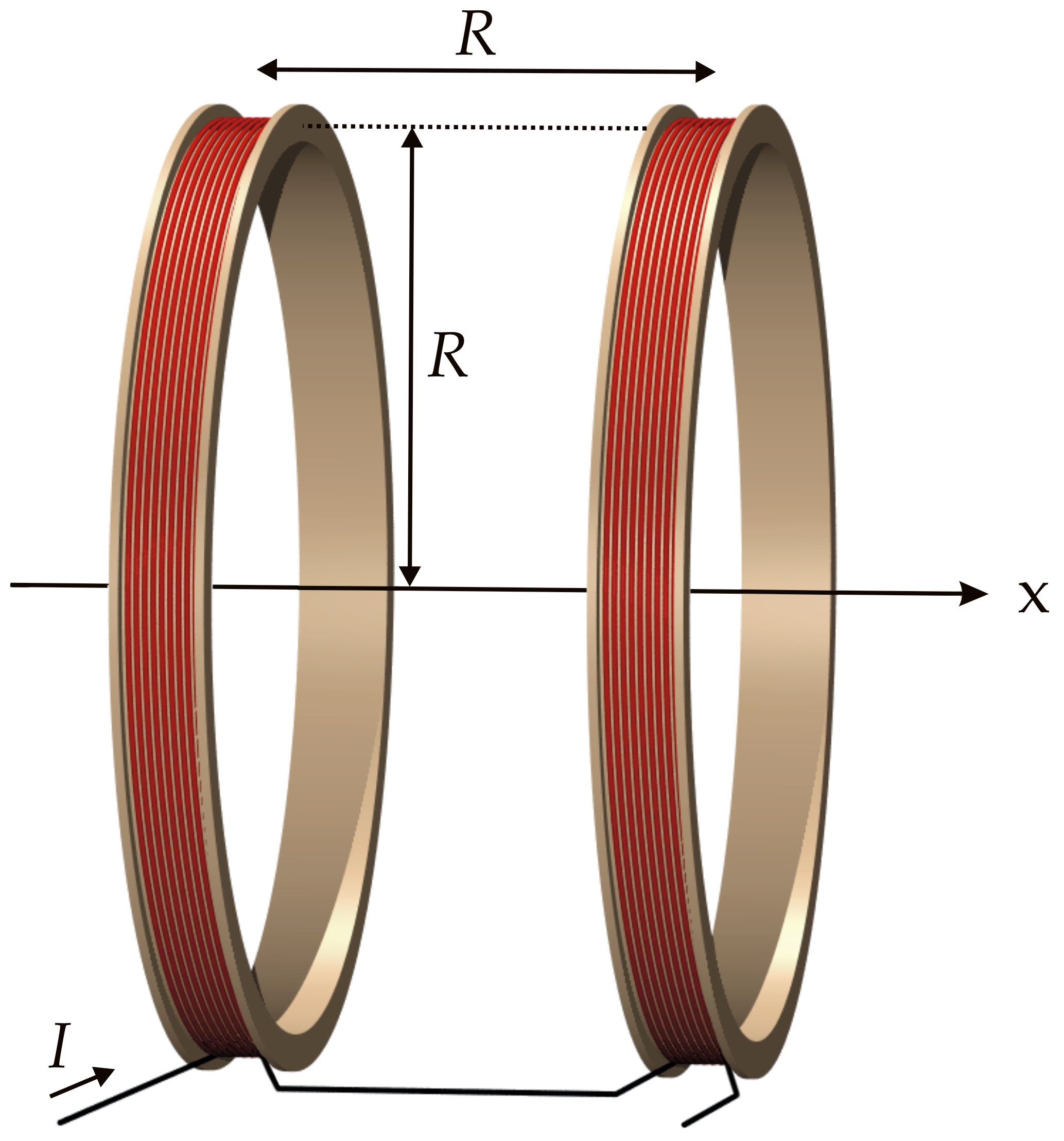
Схематическое изображение колец Гельмгольца

Кольца Гельмгольца (катушки Гельмгольца) — две соосно расположенные одинаковые радиальные катушки, расстояние между центрами которых равно их среднему радиусу. В центре системы имеется зона однородного магнитного поля. Используются для получения постоянного, переменного или импульсного магнитного поля с зоной однородности, которое обычно используется в экспериментах, а также для калибровки датчиков магнитной индукции, намагничивания и размагничивания постоянных магнитов, размагничивания стальных заготовок, деталей и инструментов. Область поля с неоднородностью менее 1% является эллипсоидом вращения близким к сфере радиусом 0.3R, что почти в 4 раза больше чем для одного кольца. Эллипсоид немного сжат вдоль оси.
Названы в честь немецкого физика Германа Гельмгольца.

## Вывод значения индукции на оси системы из двух колец

Индукция магнитного поля на оси системы из двух колец Гельмгольца. Также показана индивидуальная индукция магнитного поля от каждой из двух колец.

Суммарный модуль индукции магнитного поля может быть получен из Закона Био — Савара — Лапласа:
{\displaystyle B={\frac {\mu _{0}2\pi IR^{2}}{4\pi (R^{2}+x^{2})^{3/2}}}=}
{\displaystyle ={\frac {\mu _{0}IR^{2}}{2(R^{2}+x^{2})^{3/2}}},}
где {\displaystyle \mu _{0}} — магнитная постоянная =
{\displaystyle =4\pi \cdot 10^{-7}~{\text{T}}\cdot {\text{m/A}}=1{,}257\cdot 10^{-6}{\text{ T}}\cdot {\text{m/A}};}
{\displaystyle I} — ток через катушку, в амперах;
{\displaystyle R} — радиус катушки, в метрах;
{\displaystyle x} — расстояние по оси катушек, в метрах.
Каждая катушка состоит из {\displaystyle n} витков. Общий ток катушки: {\displaystyle nI.}
Тогда:
{\displaystyle B={\frac {\mu _{0}nIR^{2}}{2(R^{2}+x^{2})^{3/2}}}.}
Принимая во внимание, что расстояние по оси от катушки до центра {\displaystyle x=R/2,} имеем:
{\displaystyle B={\frac {\mu _{0}nIR^{2}}{2(R^{2}+(R/2)^{2})^{3/2}}}.}
Умножаем индукцию на 2 (так как 2 катушки):
{\displaystyle B={\frac {2\mu _{0}nIR^{2}}{2(R^{2}+(R/2)^{2})^{3/2}}}.}
| {\displaystyle B={\left({\frac {4}{5}}\right)}^{3/2}{\frac {\mu _{0}nI}{R}}.} |